# The Pilgrim (pel·lícula de 1923)
The Pilgrim és una pel·lícula muda dirigida, escrita i protagonitzada per Charles Chaplin. És la darrera pel·lícula en que Chaplin va tenir Edna Purviance com a partenaire i la darrera que va filmar per a la First National Film Company. La pel·lícula es va estrenar el 25 de febrer de 1923.

## Argument
Xarlot és un convicte que en escapar-se roba el vestit d'un capellà que s'està banyant per tal de substituir el seu uniforme a ratlles de presoner. Quan arriba a l'estació de tren es troba una parella que s'ha fugat i que li demanen que els casi. En aquell moment arriba el pare de la noia i se’ls enduu. Ell agafa una destinació a l'atzar i un diumenge arriba a Devil's Gulch, Texas. Allà hi ha una delegació que està esperant l'arribada del seu nou capellà. Amb el xèrif voltant per allà Xarlot no gosa desfer el malentès i simula que és la persona que esperen. El diaca el porta fins a l'església on ha d'improvisar un sermó sobre David i Goliath.
Els vilatans ja han acordat que viurà amb la senyora Brown i la seva atractiva filla i ben aviat es crea una atracció mútua entre la filla i Xarlot. Poc després apareix pel poble un pispa que havia estat company de presó de Xarlot. Intrigat per la situació aquest pretén ser un amic de l'escola i es fa convidar a prendre el te a casa de la senyora Brown. Entre els convidats i ha un home amb la seva muller i el seu fill que no para de destorbar tothom. També hi ha el diaca al qual la senyora Brown li vol pagar uns diners que ell no accepta doncs no és el moment. Malgrat els esforços de Xarlot, el pispa agafa els diners i s'escapa. Xarlot promet a la senyoreta Brown que recuperarà els diners i marxa darrere seu però quan és fora, el xèrif li mostra un cartell de cerca i captura amb la foto de Xarlot.

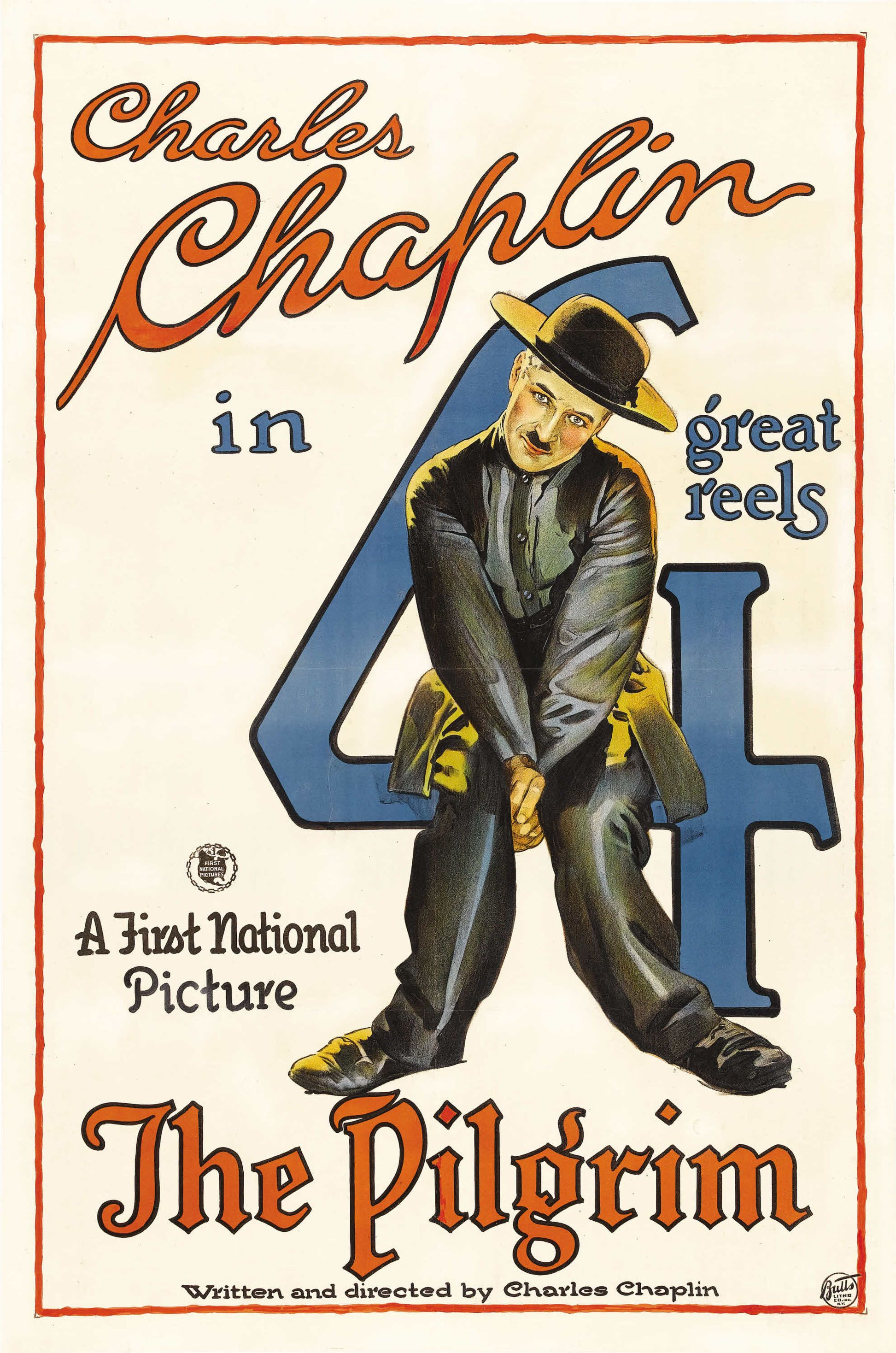
Cartell de la pel·lícula

El pispa va a un casino on, malgrat que s'està cometent un robatori, Xarlot aconsegueix recuperar els diners. Ho porta tot, junt amb la col·lecta de l'església a la senyoreta Brown. En aquell moment és capturat pel xèrif però la senyoreta Brown surt en la seva defensa explicant el que Xarlot acaba de fer. El xèrif decideix dur Xarlot a la frontera i li ordena que vagi a buscar algunes flors a l'altre costat, a Mèxic per donar-li l'oportunitat d'escapar. Sense adonar-se de les seves intencions, Xarlot torna amb el ram i no és fins que l'altra l'arrossega de nou fins l'altre costat de la frontera que s'adona de la bondat del xèrif. De totes maneres, la seva alegria dura ben poc, ja que de cop diversos pistolers surten del sotabosc i comencen a disparar-se. Atrapat entre dos països hostils Xarlot s'allunya cavalcant amb un peu a cada banda de la frontera.

## Repartiment
- Charles Chaplin (el capellà)
- Edna Purviance (Miss Brown)
- Sidney Chaplin (fugat/ conductor de tren/pare del nen)
- Mack Swain (diaca Jones)
- Loyal Underwood (diaca jove)
- Kitty Bradbury (Mrs. Brown)
- Dean Riesner (nen)
- Charles Riesner (Howard “Nitro Nick” Huntington)
- Tom Murray (xèrif Bryan)
- Henry Bergman (xèrif en el tren/home de l'estació)
- Marion Davies (membre de la congregació)
- Mai Wells (mare del nen)
- Phyllis Allen (membre de la congregació)

## Producció
La pel·lícula va ser escrita, produïda i dirigida per Charles Chaplin i el director de fotografia va ser Rollie Totheroh. Dean Riesner, que interpretava el nen insuportable que empipava tothom en el te de la senyora Brown era en realitat un noi molt educat. 75 anys després, després d'una llarga carrera com a guionista recordava com havia estat de difícil per a ell apunyegar dues persones que ell anomenava oncle Charlie i oncle Sidney. Només van aconseguir que ho fes després que Sidney i Charlie Chaplin passessin una bona estona bufetejant-se fent veure que era divertit. El títol inicial de la pel·lícula era “At Large” però al novembre del 1922 aquest es va canviar pel definitiu de “The Pilgrim”.
Aquesta va ser la darrera pel·lícula que per contracte Chaplin havia de rodar per a la First National. La companyia havia ofert un contracte d'un milió de dòlars per 8 pel·lícules de 2 bobines. Chaplin però va tenir desavinences amb la distribuïdora, ja que considerava que “The Pilgrim” no era un curt sinó que, igual com havia estat “The Kid” s'havia de considerar una pel·lícula llarga i, per tant, les condicions econòmiques s'havien de renegociar per a aquesta. Si la First National no estava d'acord, Chaplin es reservava aquesta pel·lícula i deia que els enviaria una de dues bobines que s'havia de titular “The Professor”, que mai ha estat identificada i que probablement era una invenció. La First National es va acabar plegant a les exigències de Chaplin.